# Championnat d'Irlande de football 1955-1956
Navigation
Édition précédente Édition suivante
Le Championnat d'Irlande de football en 1955-1956. Deuxième titre consécutif pour St. Patrick's Athletic FC et le troisième en cinq ans.

## Les 12 clubs participants
- Bohemians FC
- Cork Athletic
- Drumcondra
- Dundalk FC
- Evergreen United
- Limerick FC
- St. Patrick's Athletic FC
- Shamrock Rovers
- Shelbourne FC
- Sligo Rovers
- Transport
- Waterford United

## Classement
| Place | Club                      | Points | Victoires | Nuls | Défaites | Buts pour | Buts contre | Différence |
| ----- | ------------------------- | ------ | --------- | ---- | -------- | --------- | ----------- | ---------- |
| 1er   | St. Patrick's Athletic FC | 34     | 16        | 2    | 4        | 61        | 34          | +27        |
| 2e    | Shamrock Rovers           | 31     | 15        | 1    | 6        | 54        | 30          | +24        |
| 3e    | Waterford United          | 30     | 14        | 2    | 6        | 66        | 39          | +27        |
| 4e    | Evergreen United          | 24     | 10        | 4    | 8        | 34        | 28          | +6         |
| 5e    | Sligo Rovers              | 24     | 11        | 2    | 9        | 47        | 50          | -3         |
| 6e    | Shelbourne FC             | 20     | 8         | 4    | 10       | 45        | 42          | +3         |
| 7e    | Bohemians FC              | 19     | 7         | 5    | 10       | 29        | 36          | -7         |
| 8e    | Drumcondra FC             | 18     | 8         | 2    | 12       | 41        | 51          | -10        |
| 9e    | Cork Athletic             | 17     | 7         | 3    | 12       | 38        | 43          | -5         |
| 10e   | Dundalk FC                | 17     | 6         | 5    | 11       | 37        | 54          | -17        |
| 11e   | Limerick FC               | 17     | 6         | 5    | 11       | 35        | 54          | -19        |
| 12e   | Transport                 | 13     | 5         | 3    | 14       | 33        | 59          | -26        |

## Source
- (en) Alex Graham, Football in the Republic of Ireland : a Statistical Record 1921–2005, Soccer Books Ltd, novembre 2005, 142 p. (ISBN 978-1862231351).